# そらのおとしもの
『そらのおとしもの』は、水無月すうによる日本の漫画、またそれを原作としたテレビアニメ。『月刊少年エース』（角川書店）にて2007年5月号から2014年3月号まで連載された。『エース』誌上に連載された水無月すうの作品としては、『JUDAS』に続く2作目となる。略称は「そらおと」。
本作を原作とするテレビアニメが2009年10月から第1期、2010年同月から第2期が放送され、2011年6月下旬には映画が公開された。さらに、2012年1月に第3期シリーズの制作決定が少年エースなどにて発表されたが、後の2013年10月に完全新作の映画が2014年に劇場で公開されることが発表された。スピンオフ漫画『そらのおとしものPICO』も2011年3月9日から4コマnanoエース2011年Vol.1から連載を開始し、4コマnanoエース2012年Vol.11まで連載された（最終話は少年エース2012年5月号に掲載）。2013年11月時点でシリーズ累計発行部数は400万部を突破している。

## あらすじ
空美町に住む桜井智樹は、「平和が一番」をモットーにするエッチな中学生。ただ一つ普通じゃないことといえば、顔さえ思い出せない女の子が現れる夢をよく見ること。そんなある日、守形英四郎のいる新大陸発見部へ入部することとなり、ある日の夜、新大陸が空美町上空に来ているとして新大陸直下へ向かう。
すると、空から自称「愛玩用エンジェロイド」である天使の少女イカロスが降ってきた。イカロスと出会い、鎖で結ばれることになった。
イカロスは特殊な能力を持ち、智樹の願いを何でも叶えてくれるという。智樹はイカロスと同居しながらもこれまでと同じ日常を過ごせることを願っていたが、やがて新たなエンジェロイドが智樹の元へと迫り、平和が狂ってゆく。
そして、イカロスは記憶を失っており、本当は戦闘用エンジェロイドであることを知り、さらに空美町上空に存在する謎の大陸「シナプス」の存在へと近づき、シナプスの陰謀に巻き込まれていく。やがて智樹は「身近な非現実」を知ることとなる。何のためにエンジェロイドが作られたのか？なぜ智樹のもとにエンジェロイドが？シナプスの正体とは？自分の夢の真実とは？真実へ近づいていくうちに、智樹の平和な日常が大きく変化していく。

## 登場人物

### 主要人物
桜井 智樹（さくらい ともき）
声 - 保志総一朗、藤田咲（智子姿）
本作の主人公。「平和が一番」をモットーにする普通の中学生であったが、空から降ってきたイカロスに出会い鎖で結ばれることによって平穏な日常がどんどん壊されていくことになる。幼い頃からたびたび顔さえ思い出せない翼の生えた「大好きな女の子」が現れる夢を見ることがあり、目覚めると必ず涙を流している。
思春期の欲求に正直すぎる性格をしており、イカロスやニンフの持つ能力や機械を借りて壮大な覗き行為を行っては必ず露呈し、そはらをはじめとする女子達に命を落としたことすらあるほどの盛大かつ凄惨な制裁を何度も受けているが、懲りる様子は皆無である。さらに、学校の女子達の身体的情報について、あまりに細かすぎる情報まで把握しており、学校の女生徒からは「ゴキブリ桜井」と呼ばれて嫌われている。その矛先はエンジェロイドたちにも向けられることがあるが、なぜかイカロスにだけは手を出さない。また、女子から嫌われる一方で（モテない）男子からのカリスマ性は非常に高い。極めて強い性欲に反し、恋愛については全く鈍感である。
良くも悪くも行動力にあふれ、幼少期はそはらや近所の子供たちを振り回し山などを探検して回る毎日を送っていたが、それを嫌った親達の言いつけから友人が離れていった過去があり、それ以降平凡な日常を求め「平和が一番」をモットーとするようになった。ただし性欲の解放時や他者の窮地にはその行動力がいかんなく発揮され、それがそはらやイカロスらに慕われる要因となっている。秘密を言い出せないイカロスの気持ちを大切にする優しさも持っているほか、服従に喜びを見いだすニンフを見て彼女達を作った存在に強い怒りを感じたり、「痛み=愛」と誤認するカオスを不憫に思う一面もある。
イカロスの量子変換器により女の子に変身したときは「智子」と名乗り、女の子の振る舞いをノリノリで行う。ただし、覗きを行った一件で興奮して変身が解けてしまったことにより智子の正体が智樹であるとそはら達にバレ、量子変換器を破壊される。
イカロス
声 - 早見沙織
上空から降ってきた未確認生物。その正体は、戦略（戦術戦略用）エンジェロイドタイプα（アルファ）「Ikaros」（イカロス）。白い天使のような翼を持つ少女の姿をしている。
地上で邂逅した智樹と鎖で結ばれて以降、彼のことを「マスター（私の鳥籠という意）」と呼ぶ。背中の翼は羽毛が水を吸って重くなるため、水中では泳げないが、水圧に強いため水底を徒歩で行動することができる。耳の部分に取り付けられている飾りは排気口である。出会った頃は記憶と思考にプロテクトがかけられていたため、「愛玩用」エンジェロイドを名乗り、感情表現が希薄で人形に近い。
一般常識が完全に欠如している天然ボケ。善悪の区別がないその行動原理は「マスターへの奉仕」が優先され、彼の悪行に加担する一方、些細なことで彼に因縁を付けた人物に破壊衝動を抱き、智樹自身に制止させられるなど、コメディとシリアスの両面において危険な因子を持っている。また物事の加減や限度を知らず、ニンフの誘いで空美中学に転入したり、夏祭りのサバイバルゲームでガトリングガンで地上を掃射したり、智樹に喜んでもらおうとして動物園の檻を破壊するなど豪快な行動を起こす。根は優しい性格で、智樹のことを第一に想うほか、智樹に初めてのお使いへ出された際にはスイカを気に入り、以降大切に抱きかかえるようになるなど、スイカへの入れ込みはかなり強い。
武装は「Artemis」（アルテミス）、「aegis」（イージス）、「Hephaistos」（ヘパイストス）、「APOLLON」（アポロン）など。可変ウィングの核を内蔵している。また自動修復能力にも長けている。テレビアニメ版では、原作では設定のみだった「ウラヌスシステム」も発動している。
ニンフ
声 - 野水伊織
地上に舞い降りた第2のエンジェロイド。 電子戦用エンジェロイドタイプβ（ベータ）「Nymph」（ニンフ）。妖精のような羽と青い髪をツインテールでまとめた小柄な少女。
イカロス回収の命を受けて地上に降り立ち、イカロスが「空の女王」であることを智樹にばらすと吐き捨て、当初は残忍な方法で彼女を責めていた。しかし同居するうちに幸せな生活を望むイカロスと彼女を取り巻く智樹達に感化されていき、やがて自分を虐げることに喜びを見出すマスターよりも、優しさに溢れた智樹へ情が移り裏切りを決意する。
お菓子を好んで食べており、祭りのときにはりんご飴や綿菓子を食べている。それと不倫系の昼ドラを好んで鑑賞している。イカロスとは違い、家事や耳掃除などの「おもてなし」は絶望的に下手であり、特に耳掃除は耳かきを智樹の耳に突き立てるというありえない行動に出たこともある。
エンジェロイドの性質ゆえ、誰かからの命令を求めてしまう一面がある。そのことを心配する智樹に対し、恋愛感情を寄せるようになった。智樹のことも最初は「地蟲」（むし）と呼んでいたが、後に「トモキ」と呼ぶようになっている。
元々はシナプスへ侵攻してくる人間と戦う際の情報戦を前提に開発されたため、感情制御と電算能力が非常に高く設定されているが、戦闘能力は他の戦闘用エンジェロイド程には高くない。武装として超々超音波振動子「paradise=song」（パラダイス=ソング）があるものの攻撃力が高くない。他には「P=stealth system」（ピー=ステルスシステム）、高性能レーダーといった装備がある。
アストレア
声 - 福原香織
シナプスから智樹抹殺の任務を与えられ、はじめて地上にやってきた未確認生物。その正体は局地戦闘用（近接戦闘用）エンジェロイドタイプΔ（デルタ）「Astraea」（アストレア）。近接戦闘に特化している。戦闘能力と感情制御が搭載されている反面、電算能力は必要が無いとされて搭載されなかったせいもあり、頭脳面では極度の低スペックで、漢字も読めない。驚異的なドジで、智樹抹殺の任務をことごとく失敗している。しかし電算能力が無い分、マスターに反抗するなど、感情で動く面も多い。そんな自分のことをバカだと自覚しているが、とある一件から智樹を自分よりバカと見なすようになり、任務を後回しにしては低レベルなバカ争いを繰り広げている。このバカ争いをアストレア自身は楽しんでいるようであり、相手にしてもらえない時には不貞腐れることが度々ある。智樹のことは「アイツ」と言っており、声を掛けるときは「バカ」や「ムシ」と呼びつける。その後、マスターからのお仕置きを恐れてシナプスに帰れなくなり、河原での窮乏生活を送っていた。後に同じ河原でサバイバル生活をしていた英四郎のところに転がり込む形で同居している。
武装は「超加速型の翼」、「aegis=L」に「chrysaor」（クリュサオル）等を装備している。しかし、遠距離兵器やセンサー類は装備されていないため、遠距離からの攻撃に弱い。そのため一度相手に距離を取られてしまえば、攻撃手段がなくなってしまう。ニンフ同様、耐水圧装甲は積んでいない。 イカロスやニンフよりも後に製造されたエンジェロイドであるため、彼女達を「センパイ」と呼ぶ。イカロスやニンフが怒った際は、彼女達を恐れている描写もある。
見月 そはら（みつき そはら）
声 - 美名
智樹の隣家に住む幼馴染。幼少期から智樹のことを「智ちゃん」と呼び、彼に想いを寄せている。切れの良い「そはらチョップ」を持ち、朝が弱い智樹を入魂のそはらチョップで起こしている。智樹が変態行為に及ぶと切れの良いチョップで制裁を加えるのがほぼお決まりとなっている。
ギャグエピソードでは人智すら超越した最強クラスの戦闘力を発揮する。前述した「そはらチョップ」の破壊力は凄まじく、一発で智樹を瀕死状態にしてしまうことから、智樹には「殺人チョップ」と言われている。チョップ以外の攻撃も稀に行い、智樹のエッチな行為に対しては、数ページ分のモノローグ付きで完膚なきまでに制裁を加えることもしばしば。
幼い頃、病弱で家で塞ぎ込みがちだった自分を唯一（強引に）構ったり連れ回したりしてくれた智樹に想いを寄せるようになった。そはらチョップの覚醒と智樹の犬嫌いは、当時の彼との出来事に起因する。智樹と同居しているイカロス達に対し、女性としての不安を感じているが、同時に大切な友達であり、複雑な思いを持つ。
料理は人並みにはできるようだが、目玉焼きを作った場合は、なぜか死臭しかしない物へと化す。その不味さは不死身の智樹とエンジェロイドのアストレアを三途の川に追いやるほど。原作では、目玉焼きを食べたアストレアが一時的に死に至った。
風音 日和（かざね ひより）
声 - 日笠陽子
英四郎がシナプスの居住エリアの施設へ侵入した際に目撃した、眠るシナプス人の少女であり、また彼女が施設のシステムで自身の夢から生み出した分身体、「非現実」の人間でもある。そのため地上人の日和が死亡すると、彼女に関わった人達（エンジェロイドを除く）の日和に関する記憶や思い出は消滅し、他にも名簿の記載や写真に撮影された姿も消えうせてしまう。後にミーノースの手によって「エンジェロイドタイプZ（ゼータ）」に改造される。
楽しそうに生きる智樹に好意を持っている旨の寝言を漏らしながら、夢の中では空美中学校2年D組の生徒として地上で暮らしている。初めこそ英四郎に警戒されていたものの、美香子の「部員が増えると部費が上がる」と唆されて入部を許可され、新大陸発見部の部員となる。空美中学の女子生徒としては珍しく、智樹に好意を持っており、自身が世話する畑が智樹の通学路にあるため、毎日智樹を眺めていた。2年前に両親が相次いで他界し、それからは親の遺した畑を毎日世話しつつ弟たちの面倒を見ている。
エンジェロイドとしての固有能力は原作では「気象操作」、漫画版では気象操作能力により竜巻や落雷を操り、攻撃や防御を行うことができる。一方で野菜の水やり等にも使えるなど小回りが利き、本人はいたく気に入っている。スペックとしては戦闘能力と電子制御に特化していると思われるが、同じ能力に特化したイカロスが感情制御をその代償としているのに対し、日和はインプリンティング解除後は人間体と同様の感情表現を見せている。反面、元が生身である上に大した装甲を積んでおらず、ニンフのパラダイス＝ソングでも十分破壊可能な程度の耐久力しか持たない。
守形 英四郎（すがた えいしろう）
声 - 鈴木達央
新大陸発見部の部長。智樹がイカロスのマスターとなる契機を作った張本人。メンバーの知恵袋であることから、イカロスは「マスターのマスター」と認識している。
東大院レベルの数学問題を易々と解くほどの頭脳と、「最強の中学生」と噂されるほどの（謎の）戦闘能力を兼ね備えている。常に冷静沈着であり、無表情でいることが多く、イカロスが笑えないのに対し、彼は「笑わない」人間であるとされる。また、並外れた大食漢であり、大食い大会に出た際は自分の身体ほどの量の巨大カレーを何十杯も平らげて優勝した。悩んでいる人がいれば助言を与え、誰かのピンチには率先して駆けつける優しさがあるにもかかわらず、新大陸の発見と空を飛ぶことに傾けた過熱気味の情熱のせいで、周囲からは変人扱いされている。智樹に唆されて覗きなどの行為に手を貸すこともあるが、その都度美香子に見つかって制裁を受けている。
実家とは絶縁状態にあり、河原で自給自足のテント生活を送っており、たまにやってくる大熊と激しい格闘戦を繰り広げるなど、サバイバル能力に特化している。また、美香子とは幼馴染であるが、両者共にそれ以上の感情を匂わせる描写が幾度か見受けられる。
テレビアニメ版では、各話の冒頭で大航海時代の新大陸発見におけるエピソードを語り、その回の話の方向性を示す役割を担う。
水無月すうが原作を務めている、本作の6年後の世界を舞台とした漫画『大好きです!! 魔法天使こすもす』（『ヤングエース』連載）にも、6年後に大学生となった英四郎が登場している。同作品においても、起きている異変を知り、その謎を追っている。
五月田根 美香子（さつきたね みかこ）
声 - 高垣彩陽
空美中学校の生徒会長。実家は代々続く任侠道。守形に匹敵する頭脳を持ち、暇潰しに他人をトラブルへと叩き込む腹黒い性格の持ち主。戦闘能力も極めて高く、射撃から近接戦に至るまであらゆる戦闘をこなす。中でも、400kgの握力から繰り出すアイアンクローは特筆すべき必殺技。
守形とは幼馴染の間柄。五月田根家と守形家の両家には、古く家柄のつながりがある様子が作中で語られている。人前では「守形くん」と呼ぶが、2人だけの時などは「英くん」と呼ぶなど、付き合いの長さを感じさせる。内心では英四郎に強く想いを寄せており、美少年好きの智代が英四郎をさらった時、英四郎は智代を全く相手にしていなかったにも関わらず嫉妬に怒り狂っていた。またアニメ版ではウェディングドレス姿で英四郎に寄り添うシーンがある。
原作序盤においては、シリアスなエピソード回に登場しないことが多く、本人も相当苛立っていた。終盤では守形と関わる形で頻繁に登場し、テレビアニメ版では出番が増えている。

### シナプス
ダイダロス
声 - 大亀あすか
智樹が幼い頃からいつも夢の中で語りかけてくる、背中に翼を生やした少女。ただし、容貌こそ少女だが実年齢は、かなりのもので、約7千万年前に製造されたイカロスや、智樹の人生の何億倍もの製作期間を要する石板（ルール）の製作者でもある。何故か顔の上半分が見えないように描かれている上、イカロスや他のシナプス人とは異なり、翼が2対あるのが特徴。当初は「助けて、空に捕まってる」という抽象的な語りかけに過ぎなかったが、イカロスが降りてからは彼女を託したり、危険を知らせるなどといった具体的な語りかけを行うようになった。
シナプスで天才と呼ばれた二人の科学者の内の一人で、イカロス達を作った人物である。シナプスに纏わる物のほとんどが彼女が発明者であり、石板も彼女が作った。また、ミーノースとは敵対関係にあり、シナプス人の居城とは別の居城に住んでいる。
ミーノース（シナプスのマスター）
声 - 三木眞一郎
テレビアニメ版のエンディングクレジットでは「空（シナプス）のマスター」と表記される。ダイダロスと同じく顔の上半分が見えないように描かれている。元はイカロスのマスターであったが、彼女が地上へ落ちて智樹をマスターとしたため、彼女を取り戻すためにニンフやハーピー達を地上へ遣わした。
シナプスの王であり、シナプスで天才と呼ばれた二人の科学者の一人であり、カオスを開発したり、シナプス人の風音日和をエンジェロイドタイプZ（ゼータ）に改造した。ダイダロスと比べて大型の兵器の開発に長けており、彼女にはライバル心のようなものを抱いていた。
性格は完全に破綻しており、エンジェロイドを精神的かつ肉体的に虐めることが娯楽。特にニンフに対してはたびたび「廃棄処分」をちらつかせてはトラウマとなるような無理難題を実行させ、その褒美に処分を取り消しては感謝の言葉を発させている。地上に暮らす翼のない人々を人間と見なしておらず、「地蟲（ダウナー）」と呼んで見下している。
イカロス達を惹きつける智樹の存在に危機感を抱いており、エンジェロイド達に抹殺を命じている。しかし、地上人やエンジェロイドを見下していたことに加え、智樹の優しさや意志の強さを推し量れなかったことが誤算となり、結果的にニンフやアストレアに裏切られて失敗に終わっている。

#### エンジェロイド
ハーピー
要撃用エンジェロイドタイプγ（ガンマー）「Harpy」（ハーピー）。髪の色以外は同じ姿の量産型で、双子の姉妹として2体が常に一緒に行動している。イカロス達がほぼ完全に人間の女性と同様の体型なのに対し、ハーピー達は猫耳や切れ長の瞳をもち、爪が鋭いなど獣に近い。武器は、摂氏3000度の気化物体を秒速4kmで射出する超高熱体圧縮発射砲「Prometheus」（プロメテウス）。
イカロス破壊のため、ニンフの応援として地上へ降りてきた。イカロスを不意討ちで葬ろうとするが、ニンフの裏切りに遭い失敗。イカロスとの戦闘では圧倒的な力の差を見せつけられ敗走した。その後はシナプスの警備に当たっており、毎日のようにシナプスに侵入してくる英四郎と激しい追いかけっこを繰り広げているが、ことごとく逃げられている。
ハーピー1
声 - 根谷美智子
姉。金髪。基本的には冷徹で任務遂行を第一とするが、侵入者の英四郎にノリツッコミを行うなど、お茶目な面も見せる。
ハーピー2
声 - 岡本麻弥
妹。緑髪。姉と違い順応性が高く、二度目の襲撃から智樹達と仲良くなった。
カオス
声 - 豊崎愛生
第二世代エンジェロイドタイプε（イプシロン）「Chaos」（カオス）。修道服を着た幼女の外見をしており、鋭利な刃物のような禍々しい形状の3対の翼を持つ。一人でイカロス・ニンフ・アストレア全員と互角以上に戦える強力な戦闘力を持っているが、人格は幼く命の尊さや愛について無知であるがゆえに、残酷な行為を平気で行う。
他のエンジェロイドとは異なり夢を見ることができるため、ダイダロス同様人間の夢に侵入することも可能な他、自己進化プログラム「Pandora」（パンドラ）が組み込まれており、最終的にはシナプスの制御を離れる危険性もある。
シナプスを裏切ったイカロス・ニンフの抹殺と可変ウィングの核の回収を命じられ地上に降りてきたが、彼女らの裏切りの原因となった「愛」について興味を持ち、それを知ることを任務よりも優先する。
イカロス・ニンフ・アストレアとは世代が違うためか「お姉さま」と呼び、アニメ最終話で再び地上にやってきてからは智樹を「お兄ちゃん」と呼ぶようになる。
セイレーン
水中戦闘用エンジェロイドタイプη（イータ）「Seiren」（セイレーン）。人魚のような姿をしており、水中戦ができないイカロスを倒すために作られたエンジェロイドだが、海底に沈んでいたカオスによって吸収されてしまう。
アニメでは登場せず、カオスは自己進化によって成長したことになっている。
イカロス＝メラン
戦略エンジェロイドタイプθ（シータ）「Ikaros=Melan」（イカロス＝メラン）。ミーノースが「空の女王」を再現するために造りだしたエンジェロイドで、外見はイカロスに似ているが、イカロスと比べて、「全体的に黒を基調とした容姿をしている」、「装甲の先端部が尖っている」など幾らかの相違点がある。
搭載されている可変ウィングの核はミーノースが短期間で開発した未完成なものであり、可変ウィングの核の性能だけ見ればイカロスに搭載されているものに遠く及ばない。しかし出せる出力の限界は外殻（ボディ）の性能によって決するため、外殻が第二世代である彼女が出せる出力は外殻が第一世代であるイカロスが出せる出力の限界を大きく超えている。
大量に生産されたメランの一体である。メランには、イカロスだけでなくニンフやアストレアを模した個体も多数存在しており、その全てに未完成の可変ウィングの核が搭載されている。
オレガノ
医療用エンジェロイド「Oregano」（オレガノ）。シナプスの人のいない居住区の掃除などをしている。

### 地上の人々

#### 桜井家
桜井 智蔵（さくらい ともぞう）
声 - 岩崎ひろし
智樹の祖父で、物語開始時点では既に故人。6歳の智樹を「トモ坊」と呼ぶ描写があり、少なくともその頃までは存命だった模様。相当な女好きで、それが祟って他界した描写さえある。智樹の嗜好は彼の影響によるところが大きい。
桜井 智代（さくらい ともよ）
智樹の母親で智蔵の娘。父・息子と同じく色を好み、容姿や性格はデッカイ智子そのままであるが、男も好きで好みのタイプである英四郎を気に入っている。イカロス達の同居や姿についても特に気にしないなど、豪気さを見せる。智樹の10歳の誕生日に夫と共に諸国漫遊の旅に出かけたが、ある日突然帰ってきた。智樹を放任している張本人であり、また智樹にもできれば関わりたくないと言われているが、仲が悪い訳ではなく根っこのところでは大切に思っており、いざ困難が降りかかれば抜群のコンビネーションを発揮する。
桜井 つつみ（さくらい つつみ）
智樹の父親で婿養子。智代の暴走をチョップで制裁する役回りで、そはらと同じポジション。智代の帰還時には置いてきぼりにされていたが、彼女の暴走に伴い空見町に戻る。その後は智代と共に旅立った。

#### 空美中学校の生徒
中井 凛（なかい りん）
声 - 本多真梨子
f（フォルテ）に登場。空美中学校の生徒。仲良し三人組みの一人。三人共に智子（智樹）によくセクハラを受ける。智樹を嫌っているが、からかったりして楽しんでいるところも見受けられる。
柳沢 千夏（やなぎさわ ちなつ）
声 - 合田彩
f（フォルテ）に登場。空美中学校の生徒。仲良し三人組みの一人。
小金井 花音（こがねい かのん）
声 - 高橋夢波
f（フォルテ）に登場。空美中学校の生徒。仲良し三人組みの一人。
浅香 麻衣子（あさか まいこ）
声 - 藏合紗恵子
f（フォルテ）に登場。空美中学校2年A組。眼鏡娘。アップダウン式クイズで、問題のネタに使われた少女。

#### 空美中学校の講師
竹原（たけはら）
声 - 丸山壮史
智樹達の学校の数学教師。夏休みの課題などに東大院レベルの問題を出して生徒を悩ませるため生徒からは嫌われている。しかし英四郎には「数学者を気取るならもっと捻ったものを出して欲しいものだ」、美香子には「頭の悪さと教養のなさが頭のバーコードに表れていましてよ〜」と言われるなど手を焼いている。夏のお祭りイベントのレスリング試合では、実況を担当していた。
松山 泰三（まつやま たいぞう）
声 - 木村雅史
f（フォルテ）に登場。智樹達の学校の体育教師。ヒゲを生やした厳つい顔で、竹刀を持ち歩いている。スパルタ肌の熱血教師。夏のお祭りイベントのアメリカン相撲試合（内容はプロレス）では、実況を担当していた。
かなえ先生
智樹達の学校の家庭科教師。優しい先生。イカロスとニンフが材料調達の際に持ち込んできた巨大な材料に驚いていた。
担任の先生
声 - 中村浩太郎
智樹、そはらの担任の先生。眼鏡をかけた年配者。暫く声のみの登場が、続いたがf（フォルテ）の第6話で、転入生のアストレアを紹介する場面で、姿を出している。シリーズを通し教師のキャラクターで、登場が多い。
理科教師
声 - 中村浩太郎
同作者の作品「JUDAS」の登場人物である響に酷似している男性。常に白衣を着ている丸い眼鏡をして無精髯を生やしている。授業中に突然狂いだしイカロスに担任を任せた。アニメ版のEDでは、「先生の声」で表記されている。

#### その他
会長の父
声 - 岩崎ひろし
美香子の父親。名前は不明。江戸の宿場町だったころから空美町を仕切っている一族で、極道一家。英四郎とも親しい間柄。外見に似合わず温厚で、イカロスを一目で気に入りイカロスに頭を撫でられるのが大好き。しかし「獄門湯」と呼ばれる一族しか入れない湯に関しては話は別で、元々先祖である天女様が羽衣を清める湯であった。ところが天女様が亡きあと客人に、この湯を開放したら空美町に天罰が下ってしまい災いを起こしてしまった。それらは、客人の首を刎ねることで、漸く災いが収まったと伝えられている。それ以来、五月田根家一族は空美の地を守るため「獄門湯」として祭っている。
パンツロボ
声 - 岩崎征実、石田彰（第2期）
智樹の召喚した女性のパンツを大量にまとったロボット。そはらをさらったが、智樹により智樹の家ごと破壊された。
ゼロ（テキ屋のおっさん）
声 - 小杉十郎太
夏の縁日で五月田根家が呼んだ、場違いな何か凄まじいオーラを放つ何かよく解らないプロのテキ屋の主人。屋台名は「射的JUDAS」。水無月すうの作品『JUDAS』に登場する、超S級の国際指名手配者のパロディキャラクター的な何か、正体は『JUDAS』本編参照。射的屋なのに実際はサバイバルゲームを行うという、変わり種。提供するコルクガンは、明らかに普通のものを超越した威力を持つ。美香子と共謀して提供する大会はどれもカオス的内容でトラブルに拍車を掛けるトラブルブースター。
鳳凰院 キング義経（ほうおういん キングよしつね）
声 - 川田紳司
私立空美学園の生徒。空美中学校との合同文化祭で音楽対決をした。合同文化祭ではフルオーケストラで挑んだ。
鳳凰院 月乃（ほうおういん つきの）
声 - 寿美菜子
私立空美学園の生徒。鳳凰院キング義経の妹で、兄と共に合同文化祭音楽対決に参加した。
マキコ
声 - 小菅真美
f（フォルテ）に登場。文房具屋の娘。学生時代にアマレス部に所属していた。美香子主宰の夏のお祭りイベントに、よく出場する。出場する度に、智樹や美香子に胸を揉まれる。

## 用語
空美町（そらみちょう）
智樹達が暮らす、人口7,000人程度の山に囲まれた小さな町。特に名物はなく、あるものといえば畑を耕すおばちゃんの笑顔と樹齢400年を越える大きな桜の木があるぐらいで、住民達曰く「何もない所」であるが、智樹は気に入っている。
テレビアニメ第1期第6話でテレビから「福岡は今日も暑い一日になりそうです」という音声が流れてきたことや、第1期第12話で福岡県警のパトカーが出動していたこと、ならびにイカロスのツイッターのボット (@Soraoto_Ikaros) での位置情報が福岡県空美町であることから、所在地は福岡県内である模様。また、劇中の地理やイベントなどから熊本県阿蘇郡南阿蘇村の「一心行の大桜」付近もモデルの一つではないかと思われる。
なおアニメ制作の際には、作者の出身地である福岡県の旧・朝倉郡杷木町（現在は朝倉市に合併）を作画のロケハンのため訪れており、ここがアニメ版の空美町のモデルとも言える（ちなみに合併前の杷木町の人口は約8,000人で、空美町の人口7,000人程度とほぼ近い）。ちなみに舞台である福岡県でも放送され、旧杷木町でも視聴可能だった。（TVQの杷木中継局はアナログ・デジタル共設置している）。
県立空美中学校（けんりつそらみちゅうがくこう）
智樹達が通う中学校。具体的な生徒数は語られていないが、田舎のために少ないらしい。
私立空美学園（しりつそらみがくえん）
空美町の中心街にある、富裕層のための私立学校。所在地は、空美中学校の隣。空美中と同じく生徒数が少ないために合同で学校行事を行うことが多いが、生徒同士はあまり仲が良くない。
新大陸発見部（しんたいりくはっけんぶ）
空美中学校の文化系部活動のひとつ。部員は現在は5名（英四郎・美香子・智樹・そはら・イカロス）だが、本格的に行動しているのは部長の英四郎のみ。智樹については、彼本人の意思を無視して強制的に入部させた。活動内容は一定しておらず、活動の際には空美中学の生徒でないニンフが補助する場合も多い（もちろん一人で活動する場合もある）。
シナプス
空にある天上世界で、英四郎の言う「新大陸」。常に移動を繰り返していたが、智樹がイカロスのマスターになってからは空美町上空で停滞中。翼の生えた住人が住んでいる。住人は地上人を「地を這うだけの地蟲（ダウナー）」と呼ぶ一方で、その翼で飛翔する描写はない。逆にダイダロスは移動に小型の浮遊メカを使い、シナプス人が自殺の手段として墜死や縊死を選択している描写がある（これは人間が足の着く高さで縊死を選択するのと同様極めて不自然である）。幾つかの浮遊大地が存在しているほか、石や煉瓦作りの建物が全体を占めており、緑豊かで穏やかな雰囲気を持つ。
作中に登場する住人はほとんどが男性で、愛玩用エンジェロイドの女性を侍らし、酒食に浸っている。また、ほとんどの住人は巨大な設備内の多数のカプセルの中でコールドスリープ状態で休眠しているため、町には保守作業で巡回しているエンジェロイド「オレガノ」以外はほとんど見当たらない。
物語開始の11年前には、智樹の「夢」と繋がるという非常事態が発生した。
カード
シナプス製のもので、シナプスから道具（装置）を取り寄せたり、カード自体が効果を発揮する場合もある（効果の種類、有効時間および範囲はさまざまで、使用して初めてそれらが判明する場合もある）。
最新式のものと旧式のものが存在し、前者は1枚あれば様々な能力が活用できるが、後者はそれぞれが決められた1つの装置の転送、または効果の発揮しか出来ない（つまり、旧式のものは「カード1枚につき能力は1つ」である）。
現在、地上に最新式のカードは存在しない。
量子変換器
英四郎がイカロスから個人的にもらっていたカードが転送してきた装置で、人間をほかの物体または別人に変身（メタモルフォーゼ）させることが出来るが、変身している者が精神状態（興奮など）を乱すと変身が解けてしまう。
智樹はこの装置をセクハラに利用しているが、元々は戦闘兵器として開発されたもののため、シナプスを離反した直後のニンフは彼の使い道に呆れていた。
智樹のセクハラを見かねたそはらがこの装置を破壊したが英四郎によって修復。しかし没収され再びそはらの手に渡ることとなる。
エンジェロイド
シナプスの製品名。人間で言う心臓に当たる動力炉、各自に搭載された武装、伸縮自在かつ透明にもできる鎖付きの首輪（ただし、首輪と首輪付近の鎖は透明にできない）、生体部品などから構成されており、生体メカやサイボーグに近い。このため、人間と同じく食事を取ることもあれば、体調を崩して風邪をひくこともある。首輪から伸びている鎖で、マスターと繋がれている。イカロス、ニンフ、アストレアは第一世代で、カオスは第二世代。第一世代はあまり多くの機能を搭載できないので、イカロス、ニンフ、アストレアは感情制御、戦闘能力、電算能力がどれか1つそれぞれ低くなっている。
インプリンティング（刷り込み）
エンジェロイドへ施されるプログラムの一種。エンジェロイドとマスターの主従契約のようなもの。エンジェロイドの首輪の鎖が伸び、マスターとなる者の右手へ巻きつく。この鎖は、好きな時にいくらでも伸ばしたり消したりすることができる。マスターが解除を求める、若しくは強引な方法では鎖を物理的に断ち切るか、ハッキングでプログラムを破壊すれば、その関係は断たれる。
空の女王（ウラヌス・クイーン）
かつてシナプスをも震撼させたとされる最強のエンジェロイド、イカロスの異名。イカロスは普段は緑色の瞳をした通常モードで感情と思考にプロテクトがかけられているが、戦闘時など力を発揮するときはこれらのプロテクトが解除され、両翼を全開にして赤い瞳を持つ「空の女王」モードとなる。
可変ウィングの核（コア）
シナプス最高の動力機関であり、イカロスの動力炉でもある。シナプスにはエンジェロイド以外にも多くの兵器が存在するが、それを動かすための動力機関がイカロス以外には存在しない。そのため、イカロスの奪還はシナプスにとって重要な課題となっている。
ニンフはPandoraによって外殻を進化させメランに勝利したものの十分な動力が無くオーバーヒートしてしまった。その際に動力源としての可変ウイングの核を入手されることを恐れたミーノースは、まず「（可変ウイングの核を持っている）イカロスは破壊した」とした（ニンフによる損傷判定でも『可変ウイング全損』とされている）後、本来、可変ウイングの核とは無関係なはずの智樹の所在を探している。
機能停止中のイカロスは智樹に触れられた直後に再起動しているが動力源をどうしたのかは謎である。再起動後は他の兵装とともに「デュアル可変ウイング」を装備しているが、Pandoraが供給するのは外殻と兵装のみであり、動力源は供給しないことはニンフの例を見ても明らかである。そもそも、Pandoraの起動はイカロスの再起動「後」であり、動力源である可変ウイングの核が全損した状態で再起動したことの説明はない。
一つの解釈として、破損したのは可変ウイングの翼の部分だけであり核は無事だった、ということも考えられる。しかし、その場合、ミーノースが残った可変ウイングの核の回収または破壊を試みずに智樹の所在確認にこだわった説明がつかない。
ウラヌスシステム
テレビアニメのみに登場。ウラヌス・クイーン移行後のイカロスが、翼を空中に展開・挿入して召喚した巨大な宇宙戦艦のようなシルエットから、Artemisを初め数々の武装を実体化させて放つ。武装はイカロス本人のものに加え、近接戦闘用の巨大な鉤爪や遠隔戦闘用の多数の子機など。
第1期第13話での対ハーピー戦で放ったHephaistosの威力は凄まじく、空中の彼女達をかすめて宇宙空間へ到達する程であった。また、第2期第8話での対カオス戦では機体が完全に実体化して彼女と死闘を繰り広げた後、諸共海底へ沈もうとしたイカロスを鉤爪で海上へ送り届け、機体本体はカオスと運命を共にした。カオスが進化し、再びイカロス達を襲撃している間も機体は海底に放置されていた。
石板（ルール）
シナプス中枢に立っている塔。表面には謎の言語が書き記されている。そはらはこの言語の羅列を、「怒っているような、悲しんでいるような」と表現した。シナプス人にとっては絶対的な存在らしく、地上人の英四郎達がこの石板へ接近した事実はシナプスでは重く受け止められている。
18巻で、その正体が、石板が全面埋まるまでなんでも叶えるダイダロスが作った装置だと公表されている。
夢（ゆめ）
本作の重要なキーワードのひとつ。智樹は夢を通じてシナプスと関わったため、エンジェロイド達と出会った。シナプス人は夢の中では地上人となり、地上で暮らしている。第一世代エンジェロイド達は夢を見ることをタブーとしているが、第二世代はそれを破ることが出来る。
ダイブゲーム
過去にシナプスで流行した、文字通り地上人の夢に潜入（ダイブ）するゲーム。潜入するために必要な機器の扱いは難しくなく、地上人でも操作が可能（この機器は原作とアニメ版では形状が異なる）であり、カオスにも同等の機能が積まれている。
智樹の夢はシナプスとつながっているので、智樹の夢に潜入するとシナプスへ行くことが出来る。
元が夢なだけに、潜入した先で入手したものは持ち帰れない（シナプスは例外）。
地蟲（ダウナー）
シナプス人から見た地上人のこと。「地蟲」（むし）とも呼ばれニンフやアストレアが智樹を罵倒する際によく使われている。

## 小説版
著者は神崎リン、角川スニーカー文庫レーベルより発売。基本的に第1巻は忠実なアニメのノベライズ、第2巻はアニメのシナリオと原作の展開をなぞりつつも一部は、オリジナルキャラクター「比奈」が登場するオリジナル展開となっている。イラストについては、第1巻は表紙、本文イラストともにアニメのキャラクターデザインを務めた渡邊義弘が担当し、第2巻は、表紙は原作者の水無月すうが、本文イラストは橘あゆんが担当している。
そらのおとしもの
2010年2月1日発売、ISBN 978-4-04-472506-8
そらのおとしものｆ
2010年10月1日発売、ISBN 978-4-04-472507-5

## 派生作品
そらのおとしものPICO
「4コマnanoエース（2011年3月9日創刊）」Vol.1号から2012年Vol.11号まで連載された（最終話は月刊少年エース2012年5月号に掲載）公式スピンオフ4コマ漫画である。作画はmsが担当している。登場キャラクターはエンジェロイド3人組（イカロス、ニンフ、アストレア）のみで、主に季節ネタを題材として、ほのぼのとした日常が描かれている。2012年3月26日に単行本が発売された。

## 書誌情報
水無月すう 『そらのおとしもの』 角川書店→KADOKAWA〈カドカワコミックス・エース〉、全20巻
| 巻数 | 発売日                                           | ISBN                                                       |
| ---- | ------------------------------------------------ | ---------------------------------------------------------- |
| 1    | 2007年9月26日                                    | 978-4-04-713973-2                                          |
| 2    | 2007年12月26日                                   | 978-4-04-715013-3                                          |
| 3    | 2008年7月26日                                    | 978-4-04-715079-9                                          |
| 4    | 2009年1月26日                                    | 978-4-04-715164-2                                          |
| 5    | 2009年4月25日                                    | 978-4-04-715228-1                                          |
| 6    | 2009年9月25日                                    | 978-4-04-715292-2                                          |
| 7    | 2009年10月26日                                   | 978-4-04-715301-1                                          |
| 8    | 2010年3月25日                                    | 978-4-04-715399-8                                          |
| 9    | 2010年9月9日 (OVA付限定) 2010年9月25日（通常版） | 978-4-04-900800-5（OVA付限定） 978-4-04-715520-6（通常版） |
| 10   | 2010年10月26日                                   | 978-4-04-715545-9                                          |
| 11   | 2011年1月26日                                    | 978-4-04-715603-6                                          |
| 12   | 2011年6月4日                                     | 978-4-04-715711-8                                          |
| 13   | 2011年11月26日                                   | 978-4-04-120008-7                                          |
| 14   | 2012年3月26日                                    | 978-4-04-120163-3                                          |
| 15   | 2012年7月26日                                    | 978-4-04-120322-4                                          |
| 16   | 2012年10月26日                                   | 978-4-04-120442-9                                          |
| 17   | 2013年4月26日                                    | 978-4-04-120666-9                                          |
| 18   | 2013年10月26日                                   | 978-4-04-120821-2                                          |
| 19   | 2014年2月26日                                    | 978-4-04-120976-9                                          |
| 20   | 2014年3月26日                                    | 978-4-04-121046-8                                          |

### 関連書籍
そらのおとしもの みんな大好き・OPPAI☆セット
2010年1月1日発売、ISBN 978-4-04-900797-8

## アニメ
本編では智樹に関するセクハラ行為の要素が一部盛り込まれている反面、謎の大陸「シナプス」を中心とした謎解きもあり物語が進むにつれてシナプスの陰謀が明らかになりイカロスやニンフの過去にミーノースから奴隷同然に酷い仕打ちを受けていたこと。イカロス達の破壊（可変ウィングの核の回収）のためにミーノースが刺客を送り込み、その危険を察知したダイダロスが夢を利用し智樹に危機を知らせていたこと。そして劇場版での風音日和の登場によりシナプスの施設のシステム（シナプス人の夢）から生み出された存在しない非現実の人間が明らかになるなど人間とエンジェロイドとの友情と絆を描いたシリアスの濃い作品となっている。

### テレビアニメ
第1期
2009年10月から同年12月にかけて、tvkほか独立UHF局にて放送された。DVDには、テレビ放送版では描写できなかった部分を解禁した「妄想全開バージョン」を収録。また、第10話のライブ演奏シーンなど、DVD収録にあたって大幅にリテイクされた部分もある。このDVD版は、後にAT-Xにて放送された。
第14話・未放送エピソードの『そらのおとしもの プロジェクト桃源郷（ピンク）』は、当初テレビ放送される予定であったが、内容の過激さにより放送外エピソードに変更され、当初放送外エピソードを予定していた『任侠（セレブ）と初夜（アツイヨル）』がテレビ放送されることとなった。さらに、その後DVD第7巻に収録予定であったが、収録内容の変更に伴ってDVD第7巻には第13話（テレビ放送版&ディレクターズカット版）と『そらおとライブ』楽曲の一部が収録されることとなったため、2010年9月9日発売のコミックス第9巻限定版同梱DVDに収録されることとなった。
テレビアニメ版の各話終了に並行しながら、『そらのおとしものの、おとしもの』という題名でフリートーク動画がKADOKAWAAnimeにて配信されていた。進行役は当時の若手声優の瀧澤樹、藏合紗恵子、富樫美鈴、近木裕哉からなる団体「新大陸発見部NEO」。彼らは、テレビアニメ版本編にもエキストラ出演している。
第2期
『そらのおとしものf』（そらのおとしものフォルテ）のタイトルで、2010年10月から同年12月まで放送。終盤は、話の展開が原作から大きく変更されている。
2013年1月25日の『そらのおとしものf Blu-ray 俺のベルが鳴るBOX』発売を記念して、2012年12月に第1話と第5話が再放送された。
第3期（企画のみ）
月刊少年エース2012年3月号にて第3期の制作が発表されたが、2013年12月号にて完全新作の劇場版第2弾に変更されることが発表された。

#### スタッフ
|                                        | 第1期              | 第2期                |
| -------------------------------------- | ------------------ | -------------------- |
| 原作                                   | 水無月すう         | 水無月すう           |
| 監督                                   | 斎藤久             | 斎藤久               |
| 助監督                                 | N/A                | 五十嵐紫樟           |
| シリーズ構成・脚本                     | 柿原優子           | 柿原優子             |
| キャラクターデザイン                   | 渡邊義弘           | 渡邊義弘             |
| 総作画監督                             | 渡邊義弘、嘉手苅睦 | 渡邊義弘、嘉手苅睦   |
| 総作画監督                             | N/A                | 石野聡               |
| SD・エフェクト 総作画監督              | N/A                | 鷲北恭太             |
| デザインワークス                       | 鷲尾直広           | N/A                  |
| メインアニメーター                     | 鷲北恭太           | N/A                  |
| キーアニメーター                       | N/A                | 田中良               |
| 美術監督・美術設定                     | 合六弘             | 合六弘               |
| 美術設定                               | 小倉宏昌           | N/A                  |
| 色彩設定                               | 日比智恵子         | 日比智恵子           |
| コンポジット ディレクター （撮影監督） | 平林奈々恵         | 平林奈々恵           |
| 編集                                   | 櫻井崇             | 櫻井崇               |
| 音響監督                               | 高橋剛             | 高橋剛               |
| 音響効果                               | 今野康之、上野励   | 今野康之、上野励     |
| 音楽                                   | 岩﨑元是           | 岩﨑元是             |
| プロデューサー                         | 蜂屋誠一、鈴木智子 | 蜂屋誠一、鈴木智子   |
| プロデューサー                         | 武智恒雄、原田由佳 | 沼田知己、熊谷宣和   |
| アニメーション プロデューサー          | 黄樹弐悠           | 黄樹弐悠             |
| アニメーション プロデューサー          | N/A                | 櫻井崇               |
| 制作プロデューサー                     | 青木武             | 岡村繁久             |
| 制作                                   | AIC ASTA           | AIC ASTA             |
| 製作                                   | 空美町新大陸発見部 | 新大陸発見部フォルテ |

#### 主題歌
第1期
オープニングテーマ
「Ring My Bell」
作詞 - 岩里祐穂 / 作曲・編曲 - 橋本由香利 / 歌 - blue drops［吉田仁美、イカロス（早見沙織）］
第11話ではイカロス役の早見沙織がメインボーカルを務めている。また、第12話はSE（効果音）入りである。

エンディングテーマ
「そばにいられるだけで」（第1話、第13話）
作詞 - 三浦誠司 / 作曲 - 糀谷拓土 / 編曲 - 水谷広実 / 歌 - blue drops［吉田仁美、イカロス（早見沙織）］
「岬めぐり」（第2話）
作詞 - 山上路夫 / 作曲 - 山本厚太郎 / 歌 - 見月そはら（美名）
オリジナルは山本コウタローとウィークエンド。
「太陽がくれた季節」（第3話）
作詞 - 山川啓介 / 作曲 - いずみたく / 歌 - イカロス（早見沙織）、見月そはら（美名）、五月田根美香子（高垣彩陽）、桜井智樹（保志総一朗）、守形英四郎（鈴木達央）
オリジナルは青い三角定規。テレビドラマ『飛び出せ!青春』主題歌。
「戦士の休息」（第4話）
作詞 - 山川啓介 / 作曲 - 大野雄二 / 歌 - 桜井智樹（保志総一朗）
オリジナルは町田義人。映画『野性の証明』メインテーマ。
「ゆけ!ゆけ!川口浩」（第5話）
作詞 - 嘉門達夫、青木一郎 / 作曲・歌 - 嘉門達夫
1980年代のテレビ特番シリーズ『川口浩探検隊』をテーマにしたコミックソング。本作では唯一のオリジナル歌手による歌唱（原曲ではなく、2008年発売の嘉門のセルフカバーアルバム「TATSUO KAMON 25th anniversary SELF COVER BEST」収録音源を使用している）。
「夏色のナンシー」（第6話）
作詞 - 三浦徳子 / 作曲 - 筒美京平 / 歌 - ニンフ（野水伊織）
オリジナルは早見優。『コカ・コーラ』CMソング。
「ふり向くな君は美しい」（第7話）
作詞 - 阿久悠 / 作曲 - 三木たかし / 歌 - イカロス（早見沙織）、ニンフ（野水伊織）、見月そはら（美名）、五月田根美香子（高垣彩陽）、桜井智樹（保志総一朗）、守形英四郎（鈴木達央）
オリジナルはザ・バーズ。全国高等学校サッカー選手権大会の大会歌。
「ワイルドセブン」（第8話）
作詞 - 阿久悠 / 作曲 - 森田公一 / 歌 - 桜井智樹（保志総一朗）、守形英四郎（鈴木達央）
オリジナルはノンストップ。テレビドラマ『ワイルド7』の主題歌。
「初恋」（第9話）
作詞・作曲 - 村下孝蔵 / 歌 - イカロス（早見沙織）、五月田根美香子（高垣彩陽）
オリジナルは村下孝蔵。
「僕等のダイアリー」（第10話）
作詞 - 来生えつこ / 作曲 - 来生たかお / 歌 - 五月田根美香子（高垣彩陽）、守形英四郎（鈴木達央）
オリジナルはH2O。テレビドラマ『翔んだカップル』のエンディングテーマ。
この回のEDアニメは、元ネタと同様にNG集を模した構成になっている。
「チャンピオン」（第11話）
作詞・作曲 - 谷村新司 / 歌 - 桜井智樹（保志総一朗）、トモ子（藤田咲）
オリジナルはアリス。
「赤い花 白い花」（第12話）
作詞・作曲 - 中林三恵 / 歌 - イカロス（早見沙織）
オリジナルは赤い鳥。
「春一番」（OVA第14話）
作詞・作曲 - 穂口雄右 / 歌 - イカロス（早見沙織）、ニンフ（野水伊織）、見月そはら（美名）
オリジナルはキャンディーズ。
劇中歌
「チクチク・B・チック」（第10話）
作詞 - 水無月すう / 作曲・編曲 - 三浦誠司 / 歌 - 桜井智樹（保志総一朗）
「fallen down」（第10話）
作詞 - 水無月すう / 作曲・編曲 - マルヤマテツオ / 歌 - イカロス（早見沙織）
「交響曲第9番 ホ短調 作品95『新世界より』 第四楽章」（第10話）
作曲 - ドヴォルザーク / 演奏 - 私立空美学園
ちなみにこの新世界とは「新大陸」アメリカのことである。

第2期
オープニングテーマ
「Ring My Bell」（第1話）
作詞 - 岩里祐穂 / 作曲・編曲 - 橋本由香利 / 歌 - 桜井智樹（保志総一朗）
歌詞と映像は、第1期のムック『そらのおとしもの オフィシャルファンブック』に収録の『そらのおとしもの出張版 えろほんはきちんとべっどのしたに かんけつへん。』が元ネタになっている。
「ハートの確率」（第2話 - ）
作詞 - 岩里祐穂 / 作曲 - 古賀友彌 / 編曲 - 草野よしひろ / 歌 - blue drops［吉田仁美、イカロス（早見沙織）］
第1期と同様に、第11話ではイカロス役の早見沙織がメインボーカルを務めている。同様に第12話はSE入りである。

エンディングテーマ
「帰るから（Piano Version）」（第1話）
作詞 - 三浦誠司 / 作曲 - 糀谷拓土 / 編曲 - 水谷広実 / 歌 - blue drops［吉田仁美、イカロス（早見沙織）］
メインボーカルは吉田仁美。
「COSMOS」（第2話）
作詞・作曲 - ミマス / 歌 - blue drops［吉田仁美、イカロス（早見沙織）］
オリジナルはアクアマリン。
「かけめぐる青春」（第3話）
作詞 - 石原信一 / 作曲 - あかのたちお / 歌 - 見月そはら（美名）、五月田根美香子（高垣彩陽）
オリジナルは1970年代の女子プロレスラーコンビ「ビューティ・ペア」。
「ミラクル・ガイ」（第4話）
作詞 - 竜真知子 / 作曲 - 林哲司 / 歌 - アストレア（福原香織）
オリジナルは謝花義哲。映画『少林寺木人拳』（日本公開版）主題歌。
「ff (フォルティシモ)」（第5話）
作詞 - 松尾由紀夫 / 作曲 - 蓑輪単志 / 歌 - 見月そはら（美名）
オリジナルはHOUND DOG。カップヌードルCMソング。
「ソルジャー・イン・ザ・スペース」（第6話）
作詞 - 藤川桂介 / 作曲 - 山本恭司 / 歌 - 桜井智樹（保志総一朗）、守形英四郎（鈴木達央）
オリジナルはBOW WOW。特撮人形劇『Xボンバー』主題歌。
「帰らざる日のために」（第7話）
作詞 - 山川啓介 / 作曲 - いずみたく / 歌 - 桜井智樹（保志総一朗）、イカロス（早見沙織）、見月そはら（美名）、守形英四郎（鈴木達央）、五月田根美香子（高垣彩陽）、ニンフ（野水伊織）、アストレア（福原香織）
オリジナルはいずみたくシンガーズ。ドラマ『われら青春!』主題歌。
「踊り子」（第8話）
作詞・作曲 - 村下孝蔵 / 歌 - イカロス（早見沙織）、五月田根美香子（高垣彩陽）
オリジナルは村下孝蔵。
「夏のお嬢さん」（第9話）
作詞 - 笠間ジュン / 作曲 - 佐々木勉 / 歌 - ニンフ（野水伊織）
オリジナルは榊原郁恵。
「望郷の旅」（第10話）
作詞 - 安井かずみ / 作曲 - 平尾昌晃 / 歌 - 桜井智樹（保志総一朗）、トモ子（藤田咲）
オリジナルは森本太郎とスーパー・スター。ドラマ『助け人走る』主題歌。
「帰るから（Guitar Version）」（第11話）
作詞 - 三浦誠司 / 作曲 - 糀谷拓土 / 編曲 - 水谷広実 / 歌 - blue drops［吉田仁美、イカロス（早見沙織）］
メインボーカルは早見沙織。
「時代遅れの恋人たち」（第12話）
作詞 - 山川啓介 / 作曲 - 筒美京平 / 歌 - イカロス（早見沙織）、ニンフ（野水伊織）、アストレア（福原香織）
オリジナルは中村雅俊。ドラマ『ゆうひが丘の総理大臣』主題歌。

挿入歌
「notモテ男冬景色」（第4話）
作詞 - 水無月すう / 作曲・編曲 - 長谷川智樹 / 歌 - 桜井智樹（保志総一朗）
元は原作で登場した歌。

#### 各話リスト
| 話数         | サブタイトル                              | 絵コンテ                   | 演出                | 作画監督                                             |
| 第1期        | 第1期                                     | 第1期                      | 第1期               | 第1期                                                |
| ------------ | ----------------------------------------- | -------------------------- | ------------------- | ---------------------------------------------------- |
| 第1話        | 全裸王（ユウシャ）世界に起つ!             | 斎藤久                     | 斎藤久              | 木村貴宏                                             |
| 第2話        | 天翔ける虹色下着（ロマン）                | 斎藤久                     | 奥野耕太            | 松原豊                                               |
| 第3話        | エンジェロイド初体験（0シレイ）           | 古川順康                   | 橋口洋介            | 佐野英敏                                             |
| 第4話        | 愛と三角地帯（トライアングル）ふたたび    | 斎藤久                     | 福田貴之            | 吉田雄一、鷲北恭太                                   |
| 第5話        | 任侠（セレブ）と初夜（アツイヨル）        | 川口理恵                   | 東海林真一          | 亀谷響子                                             |
| 第6話        | 水着軍団（ナミギワ）GO!GO!GO!             | 斎藤久                     | 奥野耕太            | 沈宏                                                 |
| 第7話        | 電脳少女（トキメキ）の転校生              | 古川順康                   | ウシロシンジ        | 木村貴宏                                             |
| 第8話        | 血斗（マツリ）は誰がために                | 古川順康                   | 植田洋一            | 永田正美、松原豊                                     |
| 第9話        | 嘘から始まる妄想劇場（ストーリー）        | 川口理恵                   | 橋口洋介            | 佐野英敏                                             |
| 第10話       | 天使の旋律（コトバ）の向かう先            | 東海林真一                 | 橋本裕之 秋田谷典昭 | 西澤真也、中原清隆                                   |
| 第11話       | いざ征かん! 我が銭湯領域（パラダイス）    | 中村憲由 斎藤久            | 星野真              | 沈宏、永田正美                                       |
| 第12話       | 逃るること叶わぬ螺旋回廊（クサリ）        | 柳沢テツヤ                 | 柳沢テツヤ          | 柳沢テツヤ                                           |
| 第13話       | 空の女王（オトシモノ）                    | 五十嵐紫樟 斎藤久          | 五十嵐紫樟 奥野耕太 | 木村貴宏、植田洋一                                   |
| 第14話 (OVA) | プロジェクト桃源郷（ピンク）              | 古川順康                   | 奥野耕太            | 川村幸祐                                             |
| 第2期        |                                           |                            |                     |                                                      |
| 第1話        | キミも脱げ! 帰ってきた全裸王（ユウシャ）  | 斎藤久                     | 五十嵐紫樟          | 田中良                                               |
| 第2話        | 驚愕! 天使は暗殺者（キョニュウ）だった    | 斎藤久                     | 五十嵐紫樟          | 田中良                                               |
| 第3話        | 煩悩（プライド）ある戦い                  | 古川順康                   | 松澤建一 齋藤昭裕   | 澤田譲治                                             |
| 第4話        | 死闘! 零下1.4度の温泉（カッセン）         | 斎藤久                     | 井硲清高            | 近藤優次、松本朋之                                   |
| 第5話        | 天界から来た超兄弟（トモダチ）            | 細田雅弘                   | 細田雅弘            | 田中良、杉本光司 柳瀬雅之、菊池政芳                  |
| 第6話        | 決断せよ!! 天国と地獄（アップダウン）     | 伊藤真朱                   | 高林久弥            | ふくだのりゆき、中原清隆                             |
| 第7話        | 西瓜（トモキ）喰います                    | 斎藤久                     | 高橋幸雄            | 中村深雪                                             |
| 第8話        | 空に響く天使達（ウタヒメ）の声            | 斎藤久 五十嵐紫樟 田口智久 | 五十嵐紫樟          | 石野聡、新井伸浩 齋藤雅和、柳瀬雅之 西井正典、田中良 |
| 第9話        | 激闘! 夢の一本釣り（ジャンボカーニバル）  | 柳沢テツヤ                 | 柳沢テツヤ          | 中島美子、皆川隆太郎                                 |
| 第10話       | 節穴世界（ファンタジーフィールド）を覗け! | 稲垣隆行                   | 高島大輔            | 澤田譲治                                             |
| 第11話       | 幻想哀歌（ムサベツ）の果て                | 山口直樹                   | 鈴木薫              | 植田洋一、川口理恵 杉本光司、菊永千里 寿門堂         |
| 第12話       | 明日に羽飛く彼女達（フォルテ）            | 斎藤久                     | 五十嵐紫樟 田口智久 | 石野聡                                               |

#### 放送局
| 放送期間                       | 放送時間                    | 放送局       | 対象地域 | 備考                                                               |
| ------------------------------ | --------------------------- | ------------ | -------- | ------------------------------------------------------------------ |
| 2009年10月4日 - 12月27日       | 月曜 0:00 - 0:30 (日曜深夜) | チバテレビ   | 千葉県   |                                                                    |
|                                | 月曜 1:30 - 2:00 (日曜深夜) | テレ玉       | 埼玉県   |                                                                    |
| 2009年10月5日 - 12月28日       | 火曜 1:00 - 1:30 (月曜深夜) | KBS京都      | 京都府   |                                                                    |
|                                | 火曜 1:15 - 1:45 (月曜深夜) | tvk          | 神奈川県 |                                                                    |
| 2009年10月6日 - 12月28日       | 水曜 1:53 - 2:23 (火曜深夜) | TVQ九州放送  | 福岡県   | 最終話は放送日を火曜(月曜深夜)に変更                               |
| 2009年10月6日 - 12月29日       | 水曜 0:00 - 0:30 (火曜深夜) | サンテレビ   | 兵庫県   |                                                                    |
| 2009年10月7日 - 12月30日       | 木曜 1:30 - 2:00 (水曜深夜) | TOKYO MX     | 東京都   |                                                                    |
|                                | 木曜 2:28 - 2:58 (水曜深夜) | テレビ愛知   | 愛知県   |                                                                    |
| 2009年11月20日 - 2010年2月12日 | 土曜 0:00 - 0:30 (金曜深夜) | BS11         | 日本全域 | ANIME+枠                                                           |
| 2010年9月7日 - 11月30日        | 火曜 10:30 - 11:00          | AT-X         | 日本全域 | CS放送/リピート放送あり DVD版で放送 第13話はディレクターズカット版 |
| 2011年4月8日 - 7月1日          | 金曜 23:30 - 24:00          | とちぎテレビ | 栃木県   |                                                                    |

| 配信期間         | 配信時間               | 配信サイト              | 備考                                                          |
| ---------------- | ---------------------- | ----------------------- | ------------------------------------------------------------- |
| 2009年10月10日 - | 土曜 12:00             | アニメNewtypeチャンネル | 第1話は無料配信 第2話以降は1週間無料配信 期間終了後は有料配信 |
| 2012年7月3日 -   | 金曜 23:30 - 土曜 0:00 | dアニメストア           |                                                               |

| 放送期間                 | 放送時間                    | 放送局       | 対象地域 | 備考                                            |
| ------------------------ | --------------------------- | ------------ | -------- | ----------------------------------------------- |
| 2010年10月1日 - 12月17日 | 土曜 1:00 - 1:30 (金曜深夜) | テレ玉       | 埼玉県   |                                                 |
| 2010年10月4日 - 12月20日 | 火曜 2:00 - 2]30 (月曜深夜) | チバテレビ   | 千葉県   |                                                 |
|                          | 火曜 2:10 - 2:40 (月曜深夜) | サンテレビ   | 兵庫県   | 第3話では追加修正を実施                         |
| 2010年10月5日 - 12月21日 | 水曜 1:00 - 1:30 (火曜深夜) | KBS京都      | 京都府   |                                                 |
|                          | 水曜 3:00 - 3:30 (火曜深夜) | TOKYO MX     | 東京都   |                                                 |
| 2010年10月6日 - 12月22日 | 木曜 1:45 - 2:15 (水曜深夜) | tvk          | 神奈川県 | 第3話では追加修正を実施                         |
|                          | 木曜 2:43 - 3:13 (水曜深夜) | TVQ九州放送  | 福岡県   |                                                 |
| 2010年10月7日 - 12月23日 | 金曜 2:28 - 2:58 (木曜深夜) | テレビ愛知   | 愛知県   | 第3話では追加修正を実施                         |
| 2011年5月11日 - 7月27日  | 水曜 10:30 - 11:00          | AT-X         | 日本全域 | CS放送/リピート放送あり                         |
| 2011年7月8日 - 9月23日   | 金曜 23:30 - 24:00          | とちぎテレビ | 栃木県   | 第1話は1時間繰り下げ 第2話・第3話は30分繰り下げ |

| 配信期間                 | 配信時間        | 配信サイト         | 備考            |
| ------------------------ | --------------- | ------------------ | --------------- |
| 2010年10月8日 - 12月24日 | 金曜 12:00 更新 | ニコニコチャンネル | 最新話1週間無料 |

| 放送期間                 | 放送時間                    | 放送局      | 対象地域 | 備考     |
| ------------------------ | --------------------------- | ----------- | -------- | -------- |
| 2012年12月12日・12月19日 | 木曜 2:05 - 2:35 (水曜深夜) | サンテレビ  | 兵庫県   |          |
|                          | 木曜 2:40 - 3:10 (水曜深夜) | TVQ九州放送 | 福岡県   |          |
| 2012年12月13日・12月20日 | 金曜 1:45 - 2:15 (木曜深夜) | 岐阜放送    | 岐阜県   |          |
|                          | 金曜 2:20 - 2:50 (木曜深夜) | 三重テレビ  | 三重県   |          |
| 2012年12月14日・12月21日 | 土曜 1:30 - 2:00 (金曜深夜) | チバテレビ  | 千葉県   |          |
|                          | 土曜 3:00 - 3:30 (金曜深夜) | BS11        | 日本全域 | ANIME+枠 |
| 2012年12月16日           | 月曜 1:00 - 1:30 (日曜深夜) | テレ玉      | 埼玉県   |          |
|                          | 月曜 2:00 - 2:30 (日曜深夜) | tvk         | 神奈川県 |          |
| 2012年12月23日           | 月曜 0:30 - 1:00 (日曜深夜) | テレ玉      | 埼玉県   |          |
|                          |                             | tvk         | 神奈川県 |          |

### 劇場アニメ

#### 第1作
『劇場版 そらのおとしもの 時計じかけの哀女神』（げきじょうばん そらのおとしもの とけいじかけのエンジェロイド）は、角川シネマ新宿他で2011年6月25日公開。2010年11月10日に発売された『月刊ニュータイプ12月号』にて、劇場アニメ化の決定が発表された。新ヒロインとして風音日和が登場し、新大陸シナプスの謎を軸に彼女の視点からストーリーが展開される（前半は風音日和を視点にTVシリーズ版の総集編的な内容に展開され、後半以降f｛フォルテ｝の続編となっている）。時系列としては第2期の『そらのおとしものf』の直後のエピソードとなっている。なお、映画から観始めた人のために日和視点で進むことをこの映画では『エンジェル・ビジョン方式』と呼んでいる。
全体の構成はA、B、C、Dと全部で4パートがあり、アバンタイトルのA、アイキャッチ後のC、Dパートは完全新作である。Bパートはテレビシリーズの映像を使用した総集編ではあるが、前述したように日和視点で進むため新規カットが多数盛り込まれている。興行収入は1億円を突破している。
キャッチコピーは「―天使よ、救い給え―」「今夏、中2の翼を羽ばたかせる」。
リピーターキャンペーンとして、劇場半券3枚を送った方抽選10名にアフレコ台本をプレゼント。2011年6月10日よりオンラインゲーム「アークサイン」との期間限定タイアップキャンペーンも行われた。2011年6月19日父の日には『ザ・乳の日 そらおと叱られまつり』と題し、バスツアーとニコニコ生放送が行われた。

##### キャスト（第1作）
「役名 - 声」 テレビアニメ版と同様のキャストである。総集編箇所も含め全編完全新録である。
- 桜井智樹 - 保志総一朗
- イカロス - 早見沙織
- 見月そはら - 美名
- 守形英四郎 - 鈴木達央
- 五月田根美香子 - 高垣彩陽
- ニンフ - 野水伊織
- アストレア - 福原香織
- ダイダロス - 大亀あすか
- トモ子 - 藤田咲
- 風音日和 - 日笠陽子
- 空のマスター - 三木眞一郎
- ハーピー - 根谷美智子
- おばちゃん - 定岡小百合
- おじちゃん - 丸山壮史
- 鳳凰院・キング・義経 - 川田紳司
- 鳳凰院月乃 - 寿美菜子
- マキコ - 小菅真美
- 実況 - 木村雅史
- 日和のクラスメート - 合田彩
- 男子A - 宜野座新
- 男子B - 橋本佑樹
- 女子C - 渡辺紗英子
- アナウンス - 壱岐紹未
- 男子 - 藤井雄太
- 役名表記なし - 小島英樹、山口正秀、田代哲哉、諸岡裕美、安藤朋恵、野口沙貴

##### スタッフ（第1作）
- 原作 - 水無月すう
- 企画 - 安田猛
- 製作 - 伊藤敦、武智恒雄、阿佐美弘恭、石橋隆文、三浦亨
- 総監督 - 斎藤久
- 監督 - 柳沢テツヤ
- 脚本 - 柿原優子
- 絵コンテ - 斎藤久、川口理恵、柳沢テツヤ
- 演出 - 奥野耕太、仁昌寺義人、柳沢テツヤ
- キャラクターデザイン - 渡邊義弘
- 総作画監督 - 猪股雅美、新井伸浩、渡邊義弘
- SD・エフェクト総作画監督 - 鷲北恭太
- 作画監督 - 小泉初栄、斎藤雅和、小倉昌広、塩川貴史、加野晃、常盤健太郎、サトウミチオ、村上真紀、諸石美雪、矢向宏志、加藤里香、池田広明
- デザインワークス - 鷲尾直広
- 美術監督 - 杉山祐子、合六弘
- 美術設定 - 小倉宏昌、長沢康治、合六弘、小倉工房
- 色彩設定 - 日比智恵子
- コンポジットディレクター - 平林奈々恵、今泉秀樹
- 編集 - 櫻井崇
- 音響監督 - 高橋剛
- 音楽 - 岩崎元是
- 音楽プロデューサー - 植村俊一
- 音楽制作 - 日本コロムビア
- プロデューサー - 蜂屋誠一、福田順、熊谷宜和、川島誠一
- アニメーションプロデューサー - 黄樹弐悠
- 制作プロデューサー - 岡村繋久
- アニメーション制作 - AIC ASTA
- 製作 - 新大陸発見部（角川書店、クロックワークス、NTTドコモ、グロービジョン、AIC）

##### 主題歌（第1作）
主題歌「SECOND」
作詞 - 三浦誠司 / 作曲 - Asu (The New Classics) / 編曲 - 梅堀淳 / 歌 - blue drops［吉田仁美、イカロス（早見沙織）］
エンディングテーマ「そらとまぼろし」
作詞 - 只野菜摘 / 作曲 - 弥津亀渡実 / 編曲 - 宮原慶太 / 歌 - blue drops［吉田仁美、イカロス（早見沙織）］
挿入歌
「クレヨン」
作詞 - 三浦誠司 / 作曲、編曲 - 岩﨑元是 / 歌 - 風音日和（日笠陽子）
「超☆愛合体!!エンジェロボ!!」
作詞 - 水無月すう / 作曲、編曲 - 三浦誠司 / 歌 - 宮内タカユキ、桜井智樹（保志総一朗）、見月そはら（美名）

##### ファンブック
- ニュータイプ編、新大陸発見部監修 『劇場版そらのおとしもの 時計じかけの哀女神（エンジェロイド）OFFICIAL GUIDE BOOK -リア充デートムービー完全攻略本-』
  - 角川書店発行、2011年7月9日発売 ISBN 978-4-04-854651-5

#### 第2作
テレビアニメ版第3期に代わる形で制作される。『そらのおとしものFinal 永遠の私の鳥籠』（そらのおとしもの ファイナル エターナルマイマスター）のタイトルで、2014年4月26日に劇場公開。
アニメーション制作会社は、テレビアニメ版や劇場版第1作を制作していたAIC ASTAから独立した面々による新会社プロダクションアイムズへ変更された。
映画本編で殆ど語られなかった原作最終話「普通!!」は、Blu-ray&DVD特典として全121ページに新規アフレコを行ったボイスコミックとして映像化された。

##### キャスト（第2作）
- 桜井智樹 - 保志総一朗
- イカロス - 早見沙織
- 見月そはら - 美名
- 守形英四郎 - 鈴木達央
- 五月田根美香子 - 高垣彩陽
- ニンフ - 野水伊織
- アストレア - 福原香織
- 風音日和 - 日笠陽子
- カオス - 豊崎愛生
- ダイダロス - 大亀あすか

ボイスコミック版より
- ハーピー - 根谷美智子
- ミーノース - 三木眞一郎

##### スタッフ（第2作）
- 原作 - 水無月すう（月刊「少年エース」連載、角川コミックス・エース刊）
- 監督 - 斎藤久
- 脚本・アニメーション・プロデューサー - 黄樹弐悠
- 脚本監修 - 柿原優子
- キャラクターデザイン・総作画監督 - 渡邊義弘
- SD・エフェクト総作画監督 - 鷲北恭太
- 美術 - スタジオちゅーりっぷ
- 美術監督 - 前田実
- 色彩設計 - 金久保高央
- 撮影 - T2studio
- 撮影監督 - 設楽希、横山翼
- 編集 - 木村祥明
- 音響監督 - 高橋剛
- 音響効果 - 今野康之
- 音響制作 - グロービジョン
- 音楽 - 岩崎元是
- 音楽プロデューサー - 植村俊一
- 音楽制作 - 日本コロムビア
- 制作 - プロダクションアイムズ
- 配給 - KADOKAWA
- 製作 - 空美町パートナーズ（KADOKAWA、クロックワークス、ドコモ・アニメストア、グロービジョン、日本コロムビア、プロダクションアイムズ、虎の穴）

ボイスコミック版
- 映像制作 - LSI inc.
- 音響監督 - 高橋剛
- 音響効果 - 今野康之、中島勝大
- 音響制作 - グロービジョン
- 企画・製作 - 空美町パートナーズ

##### 主題歌（第2作）
エンディングテーマ「Always Smiling」
作詞・作曲・編曲 - 橋本由香利 / 歌 - blue drops［吉田仁美、イカロス（早見沙織）］
劇中歌「ERASE」
作詞 - 五戸力&BOUNUCEBACK / 作曲 - 五戸力 / 編曲 - 川田瑠夏 / 歌 - blue drops［吉田仁美、イカロス（早見沙織）］

### Webラジオ
テレビアニメ放送にともない、2009年10月1日よりアニメイトTVとマリン・エンタテインメントにて、『そらおと〜ふぉーりん☆らぶ〜』と題したインターネットラジオが配信された。アニメ放送最終回に合わせる形で、第28回配信をもって最終回を迎えた。
なお、2010年4月28日に第1回から 第8回放送分を収録したDJCD Vol.1が、同年8月13日に第9回から第16回放送分を収録したDJCD Vol.2がマリン・エンタテインメントより発売された。
パーソナリティ
- 早見沙織（イカロス役）
- 野水伊織（ニンフ役）
- 福原香織（アストレア役） - 2010年10月21日配信分よりパーソナリティとして参加。

コーナー
目指せ☆ちょう・びゅーてぃー・えんじぇろいど!☆
より優れた、美しいエンジェロイドになるため、パーソナリティの2人が様々なテーマに挑戦するコーナー。
『blue drops』を応援しよう!
テレビアニメの主題歌を歌う、ユニット『blue drops』への応援メッセージを紹介するコーナー。
ふつおた
「ふつおた」を募集し、紹介するコーナー。
新大陸発見調査
アニメに登場する「新大陸発見部」のように、パーソナリティの2人に使命を与え、挑戦させるコーナー。
智樹の妄想名言
主人公・桜井智樹が言いそうな妄想や名言を募集するコーナー。リスナーが考えた妄想や名言は、罰ゲームとしてパーソナリティが発表する。
ふぉーりん☆らぶ めっせーじ
心にぐっとくるようなメッセージを募集し、紹介するコーナー。
未確認生物情報 を手に入れろ!
リスナーが考える未確認生物を募集し、紹介するコーナー。

配信リスト
| 回     | 配信日         | タイトル                                                   | ゲスト                        |
| ------ | -------------- | ---------------------------------------------------------- | ----------------------------- |
| 第1回  | 2009年 10月1日 | ブッダ降臨!! 共倒れ番組の誕生!?                            | 吉田仁美（主題歌歌唱）        |
| 第2回  | 10月15日       | ヤマダくん〜〜!! 座布団持ってきて!                         |                               |
| 第3回  | 10月29日       | 【D】か【M】かお好きな方をお選び下さい☆                    |                               |
| 第4回  | 11月12日       | ――これが僕の全てですよ。                                   | 保志総一朗（桜井智樹 役）     |
| 第5回  | 11月26日       | クリスマスは“メリー・そらおと発売”です!                    |                               |
| 第6回  | 12月10日       | でも……新大陸って地図に載っていないような??                 | 高垣彩陽（五月田根美香子 役） |
| 第7回  | 12月24日       | また来年もヨロシクお願いしますの意味も込めて……             |                               |
| 第8回  | 2010年 1月14日 | 今年の目標は何にしますか?                                  |                               |
| 第9回  | 1月28日        | バレンタインデーの準備もそろそろ?                          |                               |
| 第10回 | 2月12日        | ハッピーバレンタイン&ハッピーチョコレート♪                 |                               |
| 第11回 | 2月25日        | みんなにゃーにゃー言って……真似するなー!!                   | 美名（見月そはら 役）         |
| 第12回 | 3月25日        | 皆さ〜ん、ブルースプリングにゃーりん♪ って間違えちった――!! | 美名（見月そはら 役）         |
| 第13回 | 4月8日         | 皆さん、TVアニメ第2期だ、にゃ〜!☆ふぉーりん!               | 美名（見月そはら 役）         |
| 第14回 | 4月22日        | 今回は、説教部屋というよりガールズトーク部屋になってますね | 美名（見月そはら 役）         |
| 第15回 | 5月6日         | ゴールデンウィーク、エンジョイしてますか?                  | 美名（見月そはら 役）         |
| 第16回 | 5月20日        | パンツの定義は何ですか?                                    | 美名（見月そはら 役）         |
| 第17回 | 6月10日        | いきなり、『それはそうと〜』って言う時点で、妄想全開だね   | 美名（見月そはら 役）         |
| 第18回 | 6月24日        | 遂に決着のときが来ます、フォーリン♪                        | 美名（見月そはら 役）         |
| 第19回 | 7月8日         | パーソナリティ・美名、誕生……??                             | 美名（見月そはら 役）         |
| 第20回 | 7月22日        | これからですね♪ いろいろと盛り上がってきますね〜♪          | 美名（見月そはら 役）         |
| 第21回 | 8月19日        | 公開ラジオで何をしますか??                                 | 美名（見月そはら 役）         |
| 第22回 | 9月2日         | “秋”って感じで、しっとりと始めますか                       | 美名（見月そはら 役）         |
| 第23回 | 10月7日        | キャラメルアイスが美味しいなぁ( by カオリン )              | 美名（見月そはら 役）         |
| 第24回 | 10月21日       | 仕草というか見た目なんですけど、スーツの男性はいいですね♪  | 美名（見月そはら 役）         |
| 第25回 | 11月4日        | 今年も残すところあと1ヶ月とちょっと                        | 美名（見月そはら 役）         |
| 第26回 | 11月18日       | 今回も4人体制です。                                        | 美名（見月そはら 役）         |
| 第27回 | 12月16日       | 年末と、アニメクライマックスと、重大なお知らせ             | 美名（見月そはら 役）         |
| 第28回 | 12月24日       | ありがとうございました！                                   | 美名（見月そはら 役）         |

### 関連CD
主題歌
- Ring My Bell（2009年11月4日、COCC-16305）
歌 - blue drops［吉田仁美、イカロス（早見沙織）］
  1. Ring My Bell(Main Vocal Hitomi)
  2. そばにいられるだけで(Main Vocal Hitomi)
  3. Ring My Bell(Main Vocal Saori)
  4. そばにいられるだけで(Main Vocal Saori)
  5. Ring My Bell(オリジナル･カラオケ)
  6. そばにいられるだけで(オリジナル･カラオケ)

- そらのおとしもの エンディングテーマ・コレクション（2009年12月29日、COCX-35988）
メインキャラによるカバーソングを収録している。原曲については主題歌の項を参照。
  1. 岬めぐり
歌 - 見月そはら（美名）
  2. 太陽がくれた季節
歌 - イカロス（早見沙織）、見月そはら、五月田根美香子（高垣彩陽）、桜井智樹（保志総一朗）、守形英四郎（鈴木達央）
  3. 戦士の休息
歌 - 桜井智樹
  4. ゆけ!ゆけ!川口浩!!
歌 - 嘉門達夫
  5. 夏色のナンシー
歌 - ニンフ（野水伊織）
  6. ふり向くな君は美しい
歌 - イカロス、ニンフ、見月そはら、五月田根美香子、桜井智樹、守形英四郎
  7. ワイルドセブン
歌 - 桜井智樹、守形英四郎
  8. 初恋
歌 - イカロス、五月田根美香子
  9. 僕等のダイアリー
歌 - 守形英四郎、五月田根美香子
  10. チャンピオン
歌 - 桜井智樹、トモ子 （藤田咲）
  11. 赤い花 白い花
歌 - イカロス
  12. 春一番
歌 - イカロス、ニンフ、見月そはら
  13. エンディング Ver.1.0〜XIV ノンストップ・メドレー

- ハートの確率（2010年11月10日、初回限定盤：COZC-473-4、通常盤：COCC-16419）
  1. ハートの確率（Main Vocal Hitomi)
  2. ハートの確率（Main Vocal Saori)
  3. 帰るから(Piano Version)
  4. ハートの確率（Instrumental)
  5. 帰るから(Instrumental)

- そらのおとしものフォルテ “今年も”エンディング・テーマ・コレクション（2010年12月22日、COCX-36599）
  1. 帰るから（Piano Version）
  2. COSMOS
  3. かけめぐる青春
  4. ミラクル・ガイ
  5. ff（フォルティシモ）
  6. ソルジャー・イン・ザ・スペース
  7. 帰らざる日のために
  8. 踊り子
  9. 夏のお嬢さん
  10. 望郷の旅
  11. 帰るから (Guitar Version)
  12. 時代遅れの恋人たち
  13. TVサイズ・ノンストップ・メドレー（第1話 - 第12話エンディング主題歌）（ボーナス・トラック）

- そらのおとしもの劇場版 時計じかけの哀女神(エンジェロイド)主題歌(2011/6/22)

1. SECOND(Main Vocal Hitomi)
2. そらとまぼろし(Main Vocal Saori)
3. SECOND(Main Vocal Saori)
4. SECOND(Instrumental)
5. そらとまぼろし(Instrumental)

- そらのおとしもの 〜エターナル・イカロス〜そらのおとしものFinal 永遠の私の鳥籠(エターナルマイマスター)上映記念アルバム （2014年4月23日、COCX-38493）
- 『パチスロそらのおとしものf（フォルテ）登場記念「そらのおとしものオリジナルソングコレクション」』（2017年7月19日、COCX-40079）

サウンドトラック
- そらのおとしもの 天使がくれた劇伴集（2009年12月29日、COCX-35987）
- そらのおとしものフォルテ ハートが目を覚ます音楽集（2010年12月22日、COCX-36598）
- そらのおとしもの劇場版 時計じかけの哀女神(エンジェロイド)「時計じかけの音楽集」(2011/7/6)

キャラクターソング
- そらのおとしもの キャラクター・ソング・アルバム〜そらの音楽祭〜（2010年3月10日、COCX-36010）
- そらのおとしものf プレゼンツ そらの少女TAI♪（2010年12月8日、COCX-36582）

キャラソン＆ドラマ・アルバム
- そらのおとしものf（フォルテ）キャラソン＆ドラマ・アルバム〜天使たちの声が響く〜♪（2011年2月16日）

### DVD / Blu-ray Disc

#### 第1期
シリーズDVDの発売元は角川書店、販売元は角川映画となっているが、Blu-ray Disc BOXについては、角川書店と角川映画の合併に伴い発売・販売元とも角川書店となっている。DVD各巻に通常版限定版共通特典としてコメンタリーが収録されている。限定版の巻には抱き枕カバーか特典CDが封入特典として収録されている。
| 巻数                     | 発売日               | 収録内容                                  | 規格品番             | 規格品番             |
| 巻数                     | 発売日               | 収録内容                                  | 初回限定版           | 通常版               |
| そらのおとしもの DVD     | そらのおとしもの DVD | そらのおとしもの DVD                      | そらのおとしもの DVD | そらのおとしもの DVD |
| ------------------------ | -------------------- | ----------------------------------------- | -------------------- | -------------------- |
| 第1巻                    | 2009年12月25日       | 第1話・第2話                              | KABA-6201            | KABA-6301            |
| 第2巻                    | 2010年1月29日        | 第3話・第4話                              | KABA-6202            | KABA-6302            |
| 第3巻                    | 2010年2月26日        | 第5話・第6話                              | KABA-6203            | KABA-6303            |
| 第4巻                    | 2010年3月26日        | 第7話・第8話                              | KABA-6204            | KABA-6304            |
| 第5巻                    | 2010年4月23日        | 第9話・第10話                             | KABA-6205            | KABA-6305            |
| 第6巻                    | 2010年5月28日        | 第11話・第12話                            | KABA-6206            | KABA-6306            |
| 第7巻                    | 2010年6月25日        | 第13話放送版 第13話ディレクターズカット版 | KABA-6207            | KABA-6307            |
| そらのおとしもの Blu-ray |                      |                                           |                      |                      |
| ギャルにモテモテBox      | 2011年6月24日        | 第1話 - 第14話                            |                      | KAXA-3100            |
| 俺得 Blu-ray BOX         | 2014年2月28日        | 第1話 - 第14話                            |                      | KAXA-9810            |

#### 第2期
第2期シリーズのBlu-ray Disc/DVDの発売元は角川書店と角川映画の合併に伴い発売・販売元とも角川書店となっている。第1期と同じくBlu-ray Disc/DVD各巻に通常版限定版共通音声特典としてコメンタリーが収録されている。映像特典としても同じく共通でノンテロップOPEDが各巻に収録されており、PV、CM集も共通である。
各巻の封入特典として原作者水無月すう描きおろしのリバーシブルジャケットと懐メロをカバーするキャラクターソングのほかドラマCD、キャストコメントを収録した特典CDが封入された。
Blu-ray Disc BOXにおいても発売・販売とも角川書店であり、特典として、新たに原作者水無月すう描きおろしのおふろポスターが付属したほか、オーディオコメンタリーやノンテロップOPED集、PV&CM集が再録されるほか特典CDもキャラクターソングとドラマCDのみ再録された。
| 巻数                      | 発売日            | 収録内容          | 特典CD収録曲                       | 規格品番          | 規格品番          | 規格品番          |
| 巻数                      | 発売日            | 収録内容          | 特典CD収録曲                       | Blu-ray           | DVD豪華版         | DVD通常版         |
| そらのおとしものf         | そらのおとしものf | そらのおとしものf | そらのおとしものf                  | そらのおとしものf | そらのおとしものf | そらのおとしものf |
| ------------------------- | ----------------- | ----------------- | ---------------------------------- | ----------------- | ----------------- | ----------------- |
| 第1巻                     | 2010年12月24日    | 第1話・第2話      | セーラー服を脱がさないで           | KAXA-2801         | KABA-8401         | KABA-8501         |
| 第2巻                     | 2011年1月28日     | 第3話・第4話      | ラッキィ・リップス                 | KAXA-2802         | KABA-8402         | KABA-8502         |
| 第3巻                     | 2011年2月25日     | 第5話・第6話      | イミテイション・ゴールド           | KAXA-2803         | KABA-8403         | KABA-8503         |
| 第4巻                     | 2011年3月25日     | 第7話・第8話      | HERO（ヒーローになる時、それは今） | KAXA-2804         | KABA-8404         | KABA-8504         |
| 第5巻                     | 2011年4月28日     | 第9話・第10話     | まちぶせ                           | KAXA-2805         | KABA-8405         | KABA-8505         |
| 第6巻                     | 2011年5月27日     | 第11話・第12話    | 前略、道の上より                   | KAXA-2806         | KABA-8406         | KABA-8506         |
| そらのおとしものf Blu-ray |                   |                   |                                    |                   |                   |                   |
| 俺のベルが鳴るBOX         | 2013年1月15日     | 第1話 - 第12話    | 上記の楽曲全部収録                 | KAXA-5500         |                   |                   |
| 俺得 Blu-ray BOX          | 2014年3月28日     | 第1話 - 第12話    | 上記の楽曲全部収録                 | KAXA-9811         |                   |                   |

#### 劇場アニメ
『劇場版 そらのおとしもの 時計じかけの哀女神』のBlu-ray Disc＆DVDの発売元・販売元は角川書店となっている。販売形態はBlu-ray Disc（KAXA-4001）とDVD限定版（ABA-10058）、DVD通常版（KABA-10059）の3系統が2012年2月24日に発売された。
Blu-ray Disc版とDVD限定版、DVD通常版共通音声特典として斎藤久総監督、黄樹弐悠プロデューサー、風音日和役の日笠陽子が参加するコメンタリーが収録されており、映像特典として劇場予告集や特報、CM集が本編ディスク中に収録されている。本編ディスクの収録時間は104分となっている。
Blu-ray Disc版とDVD限定版には『リア充ウハウハ！バージョン』と題して、封入特典として『イカロスと日和の添い寝ベッドシーツ』のほか、舞台挨拶やイベント告知映像等の映像が収録された特典DVDやフィルムブックマーク等が収録された。

#### 劇場アニメ第2作 (DVD / BD)
『劇場版 そらのおとしものFinal 永遠の私の鳥籠』のBlu-ray Disc＆DVDの発売元・販売元は角川書店となっている。販売形態はBlu-ray限定版とDVD限定版、DVD通常版の3系統が2014年8月29日に発売される。
本編は劇場公開版でカットされた約1分ほどの未公開シーンを加えた完全版となってる。
Blu-ray Disc版とDVD限定版には特典として原作最終話「普通！！」にオールキャストによる新規アフレコを加えたボイスコミックとスタッフ、キャストインタビューや名場面集イラストギャラリーを収録したメモリアルブックレット「そらぼんFinal」が付属する。

## ゲーム
『そらのおとしもの ドキドキサマーバケーション』
PlayStation Portable用ゲームとして、角川書店より2010年3月25日に発売。
『そらのおとしもの イカロス にゃんぴーぷ』
Android対応アプリとして、角川書店より「そらのおとしもの」シリーズを2010年9月30日に発売。イカロスのほか、『そらのおとしもの ニンフ にゃんぴーぷ』『そらのおとしもの そはら にゃんぴーぷ』『そらのおとしもの 美香子 にゃんぴーぷ』もある。
『そらのおとしものf（フォルテ） Dreamy Season』
ニンテンドーDS用ゲームとして、角川書店より2011年1月27日に発売。
『そらのおとしもの【公式音ゲー】』
iPhone対応アプリとして、ミックナインより2014年8月20日に発売。

## 遊技機
- パチスロそらのおとしものｆ（フォルテ）
  - 2017年7月よりDAXELにより導入開始。パチスロオリジナル新曲も5曲制作された。制作された新曲は『パチスロそらのおとしものフォルテ登場記念「そらのおとしもの オリジナル・ソングコレクション」（型番COCX-40079）にシリーズの主題歌等と合わせて収録され、2017年7月19日に日本コロムビアより発売された。

新曲
- Missing Piece（歌：イカロス<早見沙織>、作詞：三浦誠司／作曲・編曲：岩崎元是）
- ギャンディライクエーモーション（歌：ニンフ<野水伊織>、作詞：三浦誠司／作曲・編曲：岩崎元是）
- 無敵さばいばる!!（歌：アストレア<福原香織>、作詞：三浦誠司／作曲・編曲：岩崎元是）
- PLEASE～メイレイデスカ？～（歌：イカロス&ニンフ&アストレア、作詞：三浦誠司／作曲・編曲：岩崎元是）
- Utopia Blue（歌：blue drop<歌：イカロス&吉田仁美>、作詞・作曲：三浦誠司／編曲：滝澤俊輔・岡野裕次郎）

## そらの少女TAI♪
アストレア役の福原香織、ニンフ役の野水伊織、見月そはら役の美名、ダイダロス役の大亀あすかの4人で結成された声優ユニット。2010年9月19日に東京・六本木ラフォーレミュージアムで行われたイベント「放送できるか!?そらのおとしものf（フォルテ）大前夜祭」にてユニットデビューを果たし、『天使のウィンク』、『RASPBERRY DREAM』、『不思議TOKYOシンデレラ』の3曲を披露した。また同年12月8日にはアルバム「そらのおとしものfプレゼンツ そらの少女TAI♪」をリリースしており、1970年から1980年代のアイドルシンガーの楽曲カバーが主な歌唱曲であった。
アルバムリリース前には配信限定シングルとしてカバーしている。
カバーした楽曲
曲のあとの（）内の歌手はオリジナルの歌手である。
- 天使のウィンク（松田聖子）
- RASPBERRY DREAM（REBECCA）
- みずいろの雨（八神純子）
- じんじんさせて（山本リンダ）
- HEY! ミスター・ポリスマン（石川秀美）
- 不思議TOKYOシンデレラ（セイント・フォー）